# Kozinec (Magura Orawska)

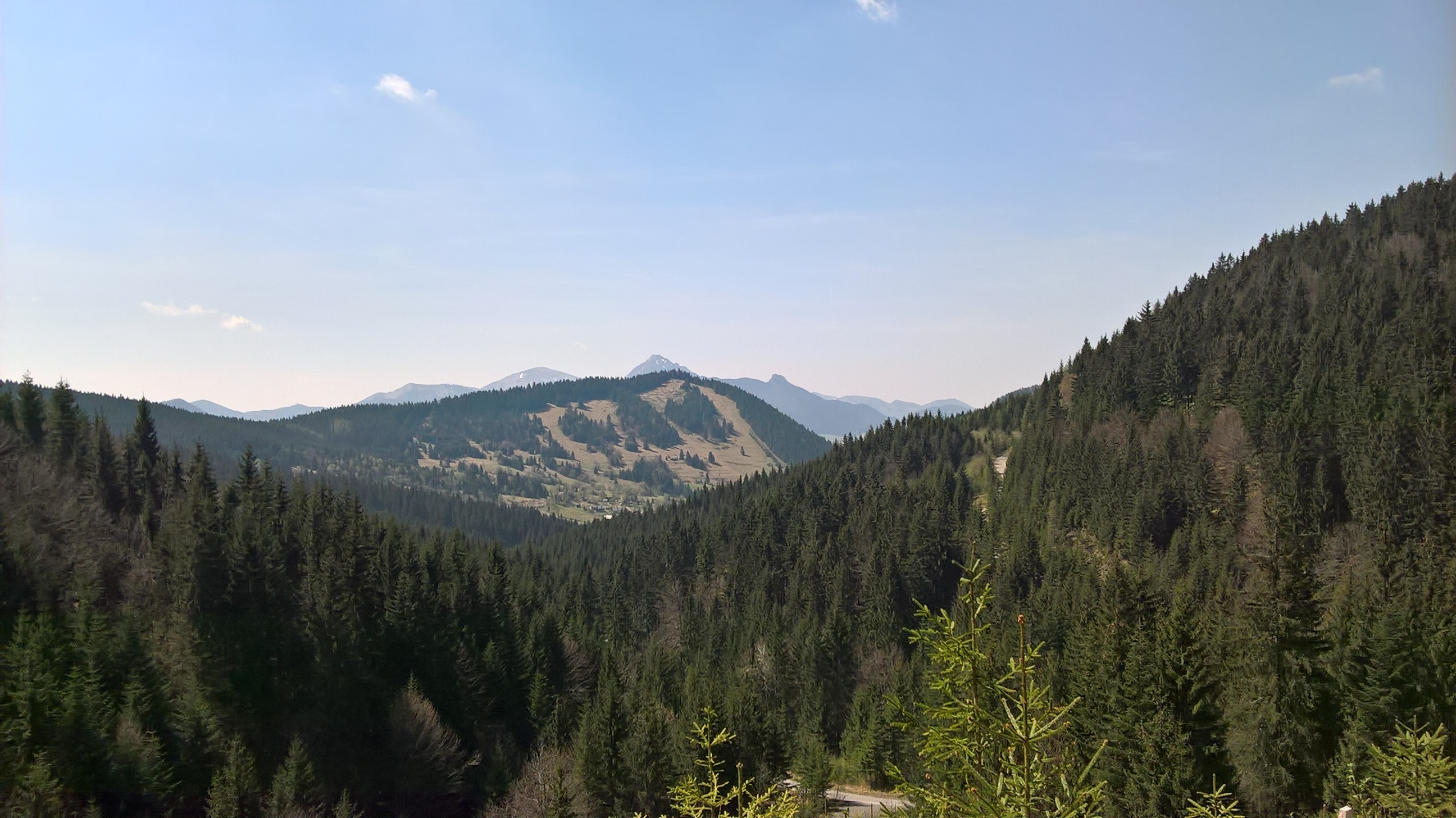
Widok na Kozinec z górnej części doliny potoku Zázrivka, w tle widoczna Mała Fatra

Kozinec (996 m) – szczyt w grupie górskiej Magury Orawskiej na Słowacji. Wznosi się w zakończeniu zachodniego grzbietu Minčola. Jego stoki opadają w widły potoków Zázrivka i Kozinskẏ potok. Grzbiet Kozińca oddziela miejscowości Zázrivá i Havrania.
Kozinec jest porośnięty lasem, ale jego północno-wschodnie stoki opadające do miejscowości Havrania są bezleśne. Znajdują się na nich trzy wyciągi narciarskie i trasa zjazdowa.